# Národní park Churvat Minim
Národní park Churvat Minim (hebrejsky: גן לאומי חורבת מינים, Gan le'umi Churvat Minim) je národní park v Izraeli, v Severním distriktu.

## Geografie
Leží v nadmořské výšce cca 200 metrů po úrovní moře na břehu Galilejského jezera při ústí vádí Nachal Gaf, Nachal Gapit a Nachal Minim. Park se nachází cca 7 kilometrů severně od města Tiberias a cca 2 kilometry severoseverovýchodně od vesnice Ginosar.

## Popis parku
Národní park je významnou archeologickou lokalitou Churvat Minim (arabsky: Chirbet al-Minja), která obsahuje zbytky paláce z doby vlády Umajjovců. Byl založen roku 2002 a má plochu 39,7 dunamů (0,0397 kilometru čtverečního).